# San Lorenzo de Campdevánol
San Lorenzo de Campdevánol es una entidad de población española del municipio de Campdevánol, perteneciente a la provincia de Gerona, en la comunidad autónoma de Cataluña.

## Historia
Hacia mediados del siglo XIX, el lugar, por entonces con ayuntamiento propio, tenía contabilizada una población de 357 habitantes. Aparece descrito en el noveno volumen del Diccionario geográfico, estadístico, histórico, biográfico, postal, municipal, marítimo y eclesiástico de España y sus posesiones de ultramar de Pablo Riera y Sans con las siguientes palabras:

SAN LORENZO DE CAMPDEVÁNOL. —L. con ayunt., al que se hallan agreg. el l. de Puigrodon ó San Quintin de Puigrodon, las ald. de Armancias ó San Martin de Armancias, Huire ó San Pedro de Huire, y 8 cas. y grupos, edif., viv. y alb. ais. Cuenta con 357 hab. y 98 edif., de los que 1 está habitado temporalmente y 29 inhabitados. -Org. civ. Corresponde á la prov. de Gerona, al dist. de Olot para las elecciones de diputados provinciales y al de Puigcerdá para las de Córtes. -Org. mil. C. G. de Cataluña y G. M. de Gerona. -Org. ecle. Pertenece á la dióc. de Vich, al arciprestazgo de Ripoll, y tiene una iglesia parroquial, bajo la advocacion de San Lorenzo, cuyo curato es de la categoría de entrada. Org. Jud. Hállase adscrito al part. jud. de Puigcerdá, á la aud. de lo criminal de Gerona y á la territ. de Barcelona, distando 22 k. dela primera de dichas pob. y 99 de la última. —Org. econ. Para el pago de sus impuestos depende de la Delegacion de Hacienda de su prov. -S. púb. Recibe y expide la corr. por cn. de Gerona á Ripoll y Puigcerdá, car. y pt. de San Cristóbal de Campdevánol. -Ob. púb. y med. de com. Cuenta con diferentes caminos, ya carreteros, ya de herradura, en mejor ó peor estado de conservacion, que lo relacionan tanto con la cap. del part. cuanto con las demás pob. limítrofes, y por medio de los que verifica gus transportes y sostiene sus relaciones. — Ins. púb. Costeada de fondos del municipio hay una escuela para los dos sexos, perfectamente atendida, á la que asiste un número de alumnos en relacion con el de hab. -Art., of., ind. La ind. que más domina en esta localidad es la agrícola, sin embargo de que por algunos de sus moradores se ejercen todas aquellas profesiones y of. mecánicos de mayor necesidad. -Pob. Ninguna importancia ofrecen los 58 edif. que la constituyen, incluyendo en este número, la iglesia parroquial y casa en que el ayunt. celebra sus reuniones, puesto que tanto unos como otros aun cuando son de buena construccion, no hacen más que responder á las necesidades de sus moradores. Cuenta con un establecimiento para la venta de aquellos artículos de más imprescindible necesidad; el vecindario está perfectamente abastecido de aguas para todos los usos, y celebra la principal festividad el día del Patrono del pueblo. -Sit. geog. y top. En terreno montañoso, disfrutando de buena ventilación y clima sano, encuéntrase situado este l., cuyo tér. municipal confina por los cuatro puntos cardinales con los de Viladonja y Campellas, comprendiendo en el espacio que éstos abrazan, varios montes, en mejor ó peor estado de poblacion, y de los que unos pertenecen al comun de vec. y á propiedad particular otros. El terreno es montuoso y de mediana calidad, y sus prod. consisten en cereales, legumbres, hortalizas, frutas y pastos; se mantiene ganado lanar, vacuno, cabrío y de cerda y hay caza de pelo y pluma.
(Riera y Sans, 1886, p. 238)

El municipio de San Lorenzo de Campdevánol desapareció de cara al censo de España de 1900, al incorporarse al de Campdevánol.

## Demografía
| Gráfica de evolución demográfica de San Lorenzo de Campdevánol entre 1842 y 1897 |
| |
| Población de derecho según los censos de población del INE Población de hecho según los censos de población del INEEn 1857 crece el término del municipio porque incorpora a Armancias y San Pedro de Huire En 1900 este municipio desaparece porque se integra en el municipio Campdevánol |